# Свято-Миколаївська церква (Диканька)
Свято-Миколаївська церква — мурована церква в ім'я Св. Миколая у Диканці Полтавської області, в Україні. Усипальниця родини Кочубеїв. Пам'ятка архітектури національного значення, охоронний № 590/1.

## Історія існування
Перша дерев'яна церква в ім'я Святого Миколая згадується в описі церкви 1912 року. Разом із дерев'яною ж дзвіницею вона була споруджена з благословення Чернігівського архієпископа Лазаря Барановича, отже ця подія сталася після 1657, але до 1684 року. На 1722 рік церква мала два дзвони, вагою 8 пудів та 2,5 пуда.
Нова церква була зведена П. В. Кочубеєм замість закритої 1751 (або ж 1754) року за рекомендацією київського митрополита Тимофія (Щербацького). Вона теж була дерев'яною й існувала до 1794 (можливо, до 1797) року.
Мурована церква в ім'я Св. Миколая зведена в стилі класицизму у 1794–1797 роках Віктором Павловичем Кочубеєм за проектом свого петербурзького друга Миколи Олександровича Львова і існує донині.
У 1810–1827 роках за проектом архітектора Луїджі Руска збудована двоповерхова дзвіниця.
У 1890 церква володіла 1,5 дес. садибної та 44 1/3 дес. ружної землі, мала три будинки для причту, утримувала будинок для прочан.
1895 володіла 1,5 дес. садибної і 44 1/3 дес. ружної землі, має три будинки для причту, будинок для паломників, діяли земське училище і жіноча церковнопарафіяльна школа.
1901 володіла 44 1578 кв. саж. дес. ружної землі, мала три будинки для причту, будинок для прочан, діяли жіноча церковнопарафіяльна школа і школа грамоти.
1902 володіла 1 дес 1366 кв. саж. садибної та 44 дес. 1578 кв. саж. ружної землі, мала три будинки для квартир причту, будинок для паломників, церковну сторожку, діяли церковна бібліотека, жіноча церковнопарафіяльна школа, школа грамоти.
1912 володіла 44 дес. ружної землі, мала квартири для священика і псаломщика, діяли церковнопарафіяльна школа і школа грамоти.
Миколаївська церква вистояла після революції 1917.
1930 вирубано ліс навколо церкви, знято огорожу, вивезено кам'яні плити з бруківки.
У 1932–1933 пограбовано склепи.
1963 в приміщенні церкви було відкрито музей атеїзму, який до 1972 діяв як музей на громадських засадах, а згодом, до 1989, як відділ Диканського ІКМ. Багато цінного начиння (ікони 17-18 ст., хрести, підсвічники, книги) зникло.

## Опис
Церква була побудована у вигляді ротонди, по фасаду її прикрашають колони, на вході — портик доричного ордера з трикутним фронтоном. При будівництві церкви була застосована система подвійного купола, що поліпшило її акустику та освітлення. Пізніше цю систему використовував архітектор Андрій Вороніхин при будівництві Казанського собору у Санкт-Петербурзі.
Після ремонтних робіт (у 1862 та 1867) церква набула сучасного вигляду: цегляна, майже кругла в плані, однобанна, з виступаючою прямокутною вхідною лоджією, прикрашеною чотирьохколонними портиками доричного ордеру із трикутним фронтоном. Споруда скомпонована у вигляді двох циліндричних об'ємів. Зовнішній перекритий лучковим склепінням, внутрішній — системою подвійного куполу. Обидва куполи спираються на кільце стін, полегшене вісьмома арковими прорізами. Стіни мають двоповерхове членування.
У підвалі влаштовано родинну усипальницю-склеп Кочубеїв
У храмі зберігалася чудотворна ікона св. Миколая.
Позаду вівтаря церкви знаходиться старе кладовище, на якому збереглися поховання священиків, що правили у храмі. За церковною огорожею розміщується сучасний, діючий цвинтар. Неподалік від входу на церковну територію зберігся вітряк кін. 19 — поч. 20 ст.
У вівтарній частині храму знаходиться давній пеньок, на якому сталося чудотворне явлення Миколаївської ікони.

## Галерея

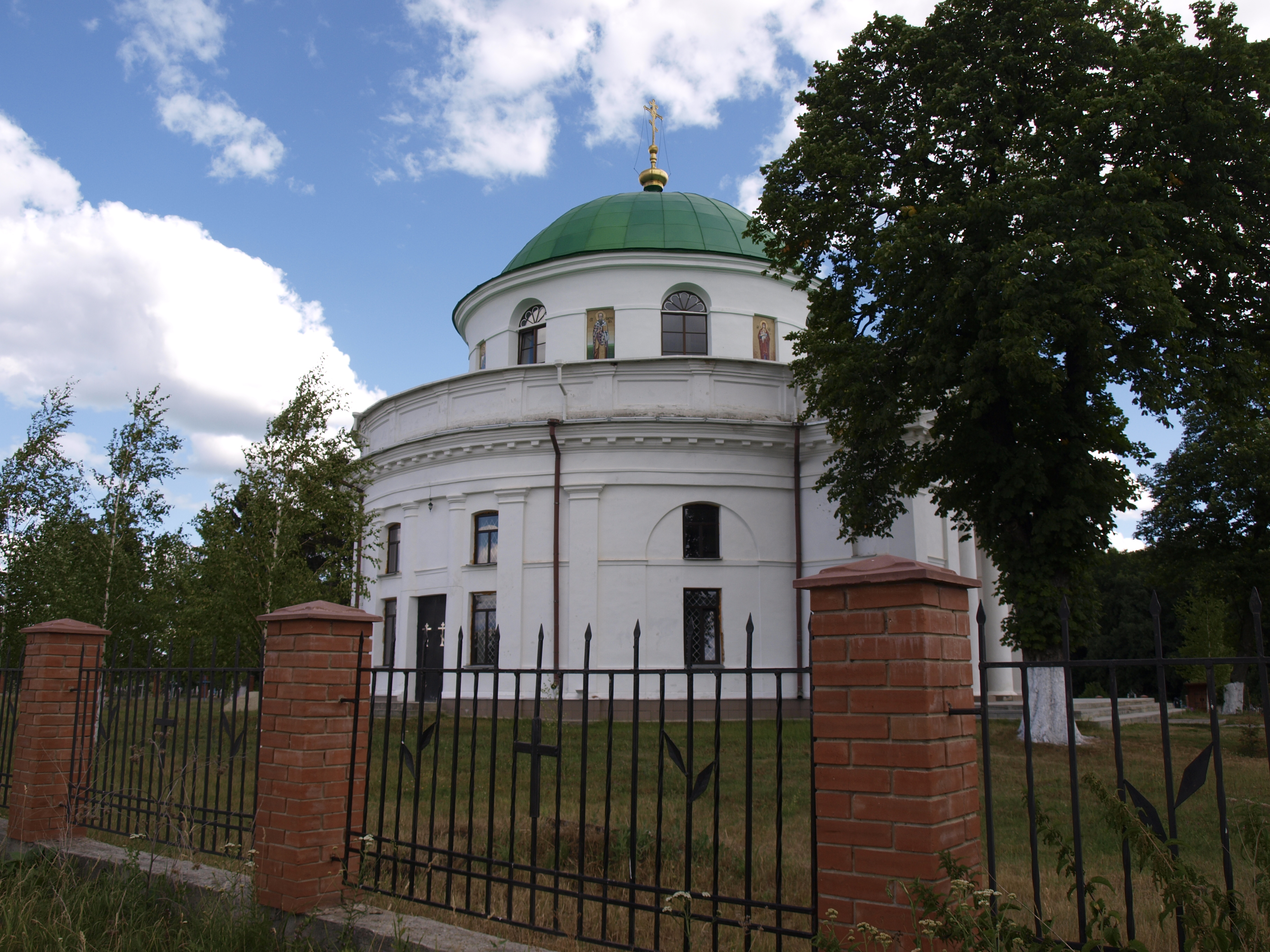
влітку
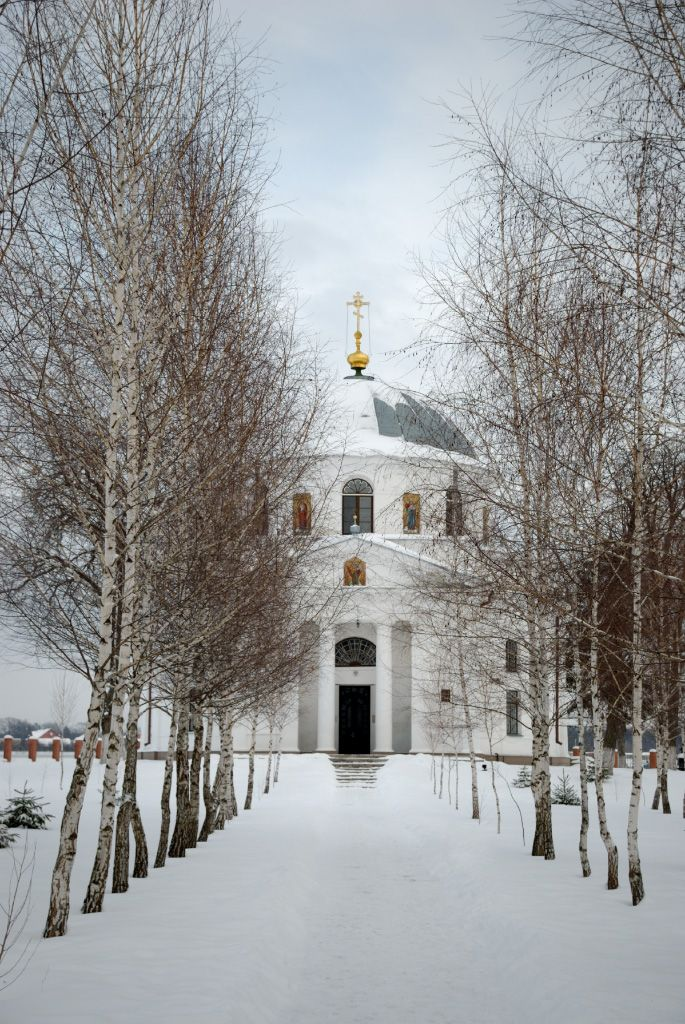
взимку
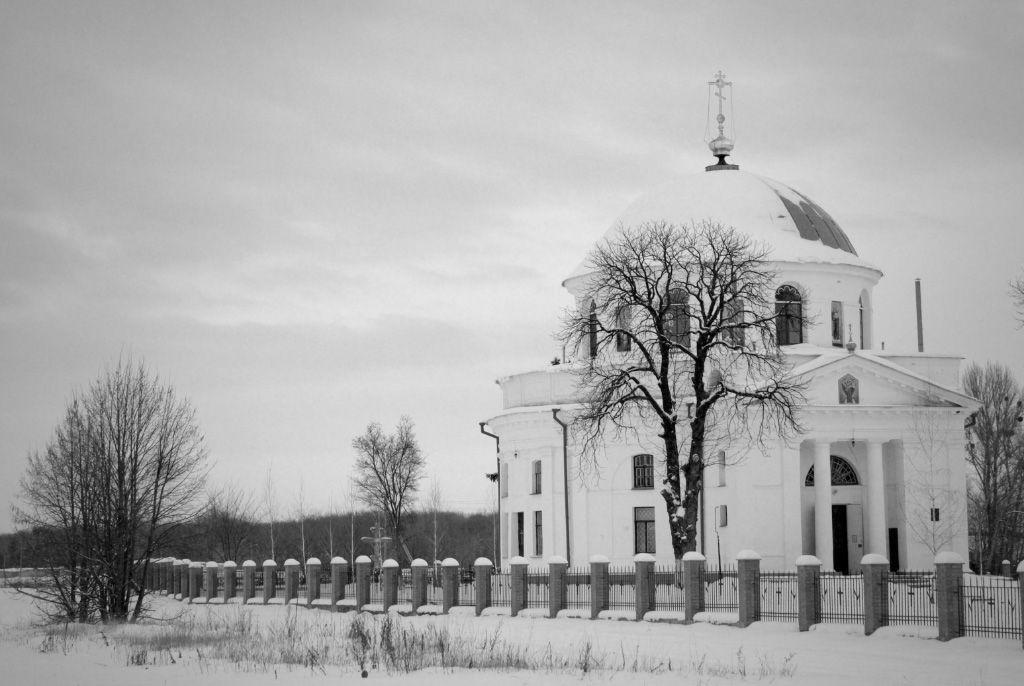
взимку
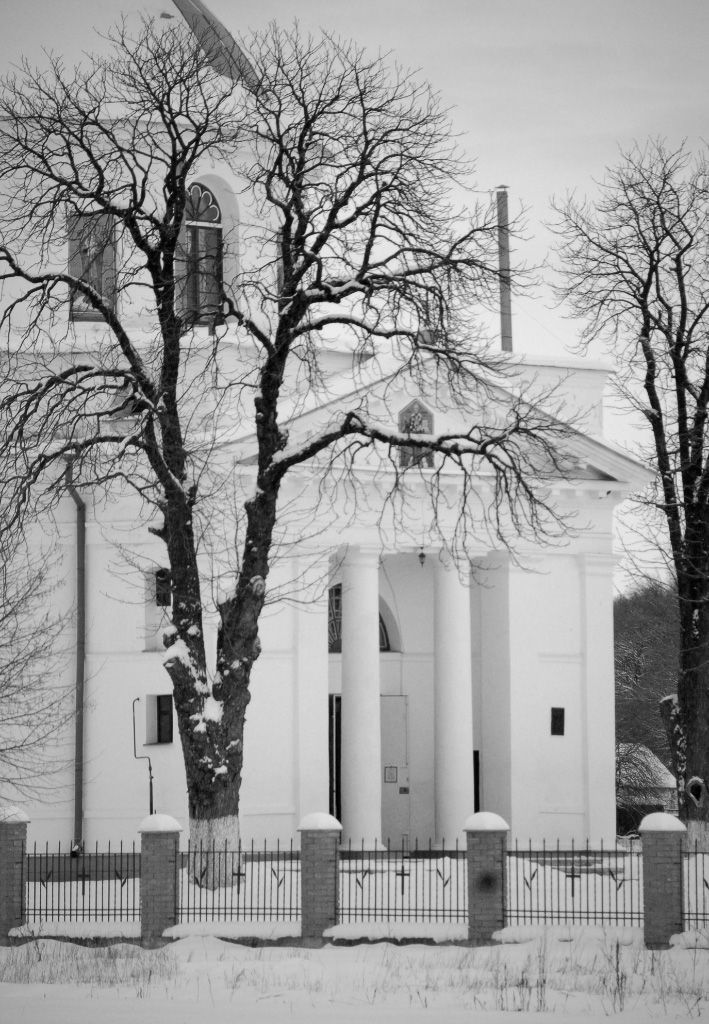
взимку
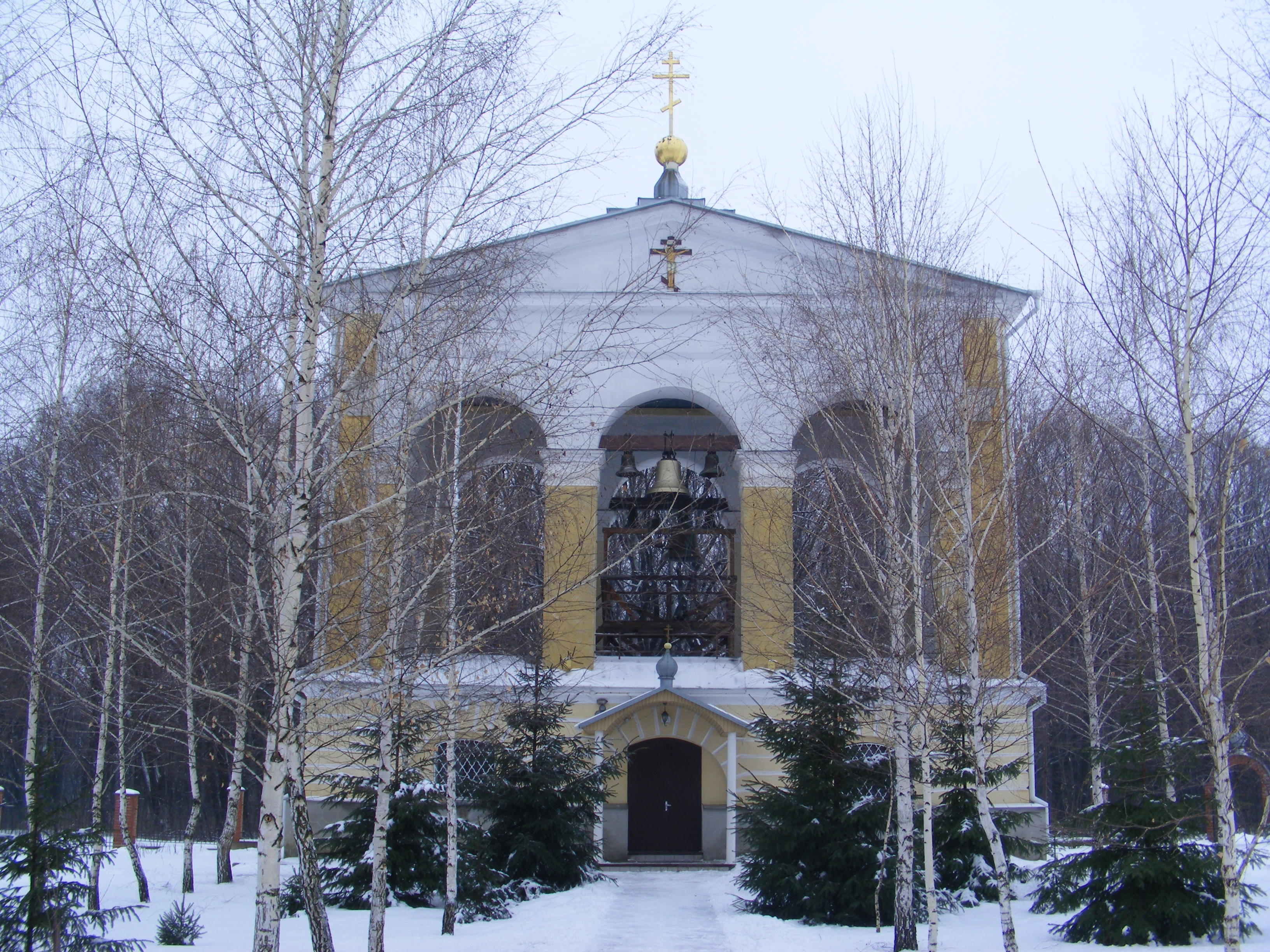
Дзвіниця
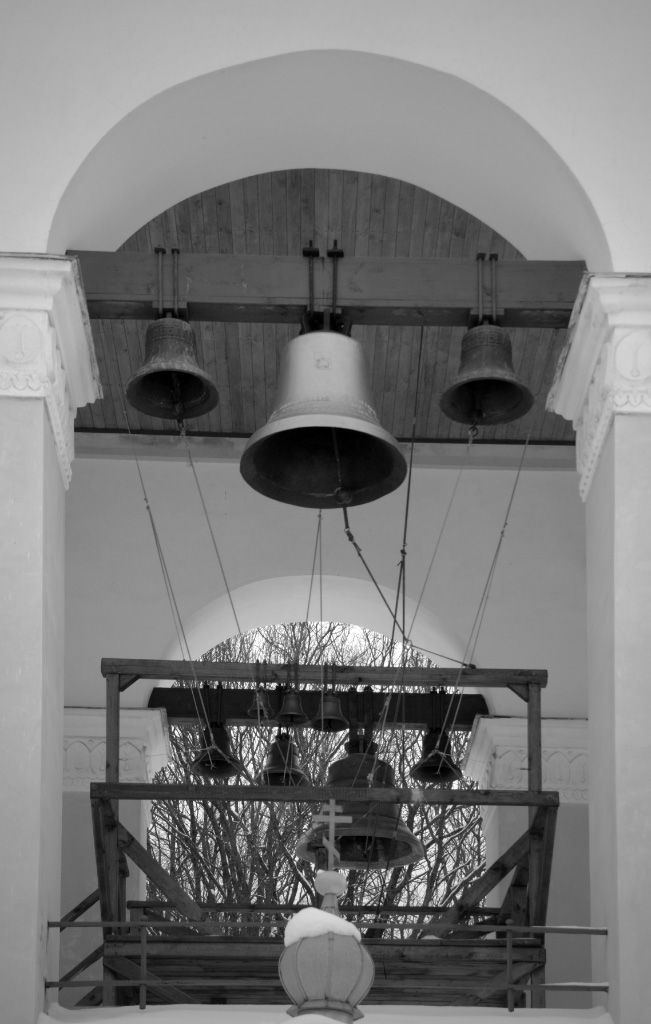
Дзвіниця
Миколаївська церква - Внутрішнє убранство церкви
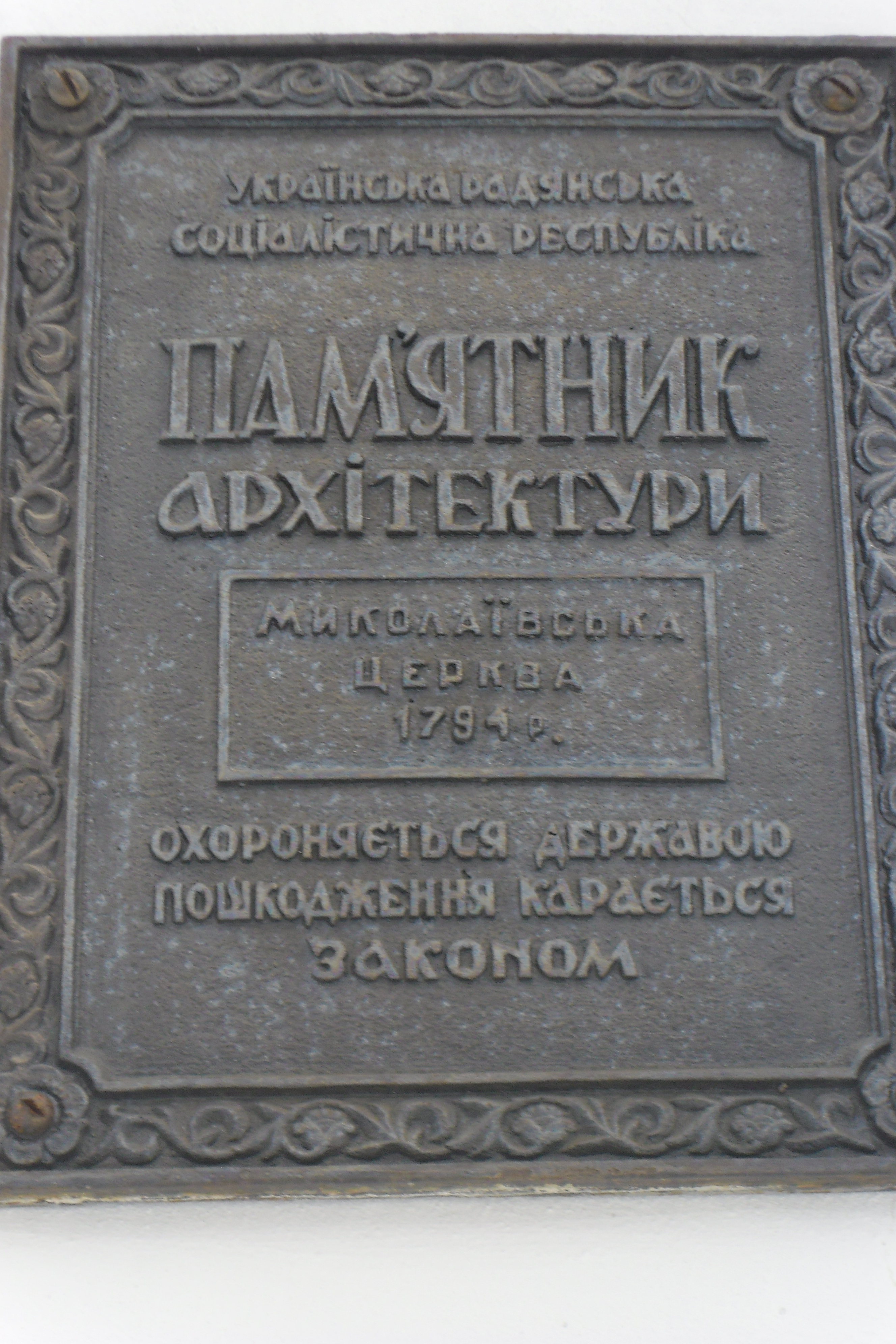
Охоронна табличка

## Сучасність
У 1981–1982, враховуючи незадовільний стан пам'ятки, за рахунок коштів державного бюджету проведено ремонтно-реставраційні роботи, які виконувалися силами Полтавської дільниці Чернігівської міжобласної спеціальної науково-реставраційної майстерні (нач. дільниці Ф. А. Безус).
1989 року споруду М. ц. передано віруючим. Релігійна громада зареєстрована органами державної влади 30 червня 1992 р. за № 106 як громада УПЦ МП. Релігійні відправи здійснюються в культовому приміщенні.